# Psilomerus procerus
Psilomerus procerus är en skalbaggsart som beskrevs av Holzschuh 1992. Psilomerus procerus ingår i släktet Psilomerus och familjen långhorningar. Inga underarter finns listade i Catalogue of Life.